# Nathalie Dechy
Nathalie Dechy (* 21. Februar 1979 in Les Abymes, Guadeloupe) ist eine ehemalige französische Tennisspielerin.

## Leben

### Persönliches
Natalie Dechy ist mit Antoine Maître-Devallon verheiratet.

### Karriere
Ihr bestes Abschneiden bei einem Grand-Slam-Turnier im Einzel verzeichnete sie 2005 bei den Australian Open, als sie dort ins Halbfinale einzog und Lindsay Davenport in drei Sätzen unterlag. Zusammen mit Wera Swonarjowa gewann sie 2006 die Doppelkonkurrenz der US Open. 2007 konnte sie den Titel an der Seite von Dinara Safina verteidigen.
Am 20. Mai 2007 machte Dechy mit Mara Santangelo beim Sandplatzturnier in Rom ihren dritten Karrieretitel im Doppel perfekt. Damit erreichte sie mit Rang 8 auf der Doppelweltrangliste ihre persönliche Bestmarke. 2009, in ihrem letzten offiziellen Jahr auf der WTA Tour, konnte sie drei weitere Doppeltitel verbuchen.
Dechy gewann 2007 mit ihrem Partner Andy Ram zudem die Mixed-Konkurrenz bei den French Open.
Von 2000 bis zu ihrem Rücktritt am 21. Juli 2009 spielte sie 32 Partien für die französische Fed-Cup-Mannschaft, dabei gelangen ihr 17 Siege.

## Turniersiege

### Einzel
| Nr. | Datum             | Turnier     | Kategorie    | Belag           | Finalgegnerin          | Ergebnis      |
| --- | ----------------- | ----------- | ------------ | --------------- | ---------------------- | ------------- |
| 1.  | 14. Dezember 1997 | Bad Gögging | ITF $50.000  | Teppich (Halle) | Els Callens            | 6:4, 6:1      |
| 2.  | 4. Januar 2003    | Gold Coast  | WTA Tier III | Hartplatz       | Marie-Gaïané Mikaelian | 6:3, 3:6, 6:3 |

### Doppel
| Nr. | Datum             | Turnier   | Kategorie         | Belag           | Partnerin       | Finalgegnerinnen                              | Ergebnis          |
| --- | ----------------- | --------- | ----------------- | --------------- | --------------- | --------------------------------------------- | ----------------- |
| 1.  | 10. Februar 2002  | Paris     | WTA Tier II       | Teppich (Halle) | Meilen Tu       | Jelena Dementjewa Janette Husárová            | kampflos          |
| 2.  | 29. August 2006   | US Open   | Grand Slam        | Hartplatz       | Wera Swonarjowa | Dinara Safina Katarina Srebotnik              | 7:65, 7:5         |
| 3.  | 20. Mai 2007      | Rom       | WTA Tier I        | Sand            | Mara Santangelo | Tathiana Garbin Roberta Vinci                 | 6:4, 6:1          |
| 4.  | 8. September 2007 | US Open   | Grand Slam        | Hartplatz       | Dinara Safina   | Chan Yung-jan Chuang Chia-jung                | 6:4, 6:2          |
| 5.  | 11. Januar 2009   | Auckland  | WTA International | Hartplatz       | Mara Santangelo | Nuria Llagostera Vives Arantxa Parra Santonja | 4:6, 7:6, [12:10] |
| 6.  | 8. März 2009      | Monterrey | WTA International | Hartplatz       | Mara Santangelo | Iveta Benešová Barbora Záhlavová-Strýcová     | 6:3, 6:4          |
| 7.  | 23. Mai 2009      | Straßburg | WTA International | Sand            | Mara Santangelo | Claire Feuerstein Stéphanie Foretz            | 6:0, 6:1          |

### Mixed
| Nr. | Datum        | Turnier     | Kategorie  | Belag | Partner  | Finalgegner                       | Ergebnis |
| --- | ------------ | ----------- | ---------- | ----- | -------- | --------------------------------- | -------- |
| 1.  | 7. Juni 2007 | French Open | Grand Slam | Sand  | Andy Ram | Katarina Srebotnik Nenad Zimonjić | 7:5, 6:3 |

## Karrierestatistik und Turnierbilanz

### Einzel
| Turnier         | 1995 | 1996 | 1997 | 1998 | 1999 | 2000 | 2001 | 2002 | 2003 | 2004 | 2005 | 2006 | 2007 | 2008 | 2009 | Karriere |
| --------------- | ---- | ---- | ---- | ---- | ---- | ---- | ---- | ---- | ---- | ---- | ---- | ---- | ---- | ---- | ---- | -------- |
| Australian Open | —    | —    | 1    | 1    | 1    | 1    | 1    | 3    | 3    | AF   | HF   | 1    | 1    | 1    | 2    | HF       |
| French Open     | 1    | 2    | 1    | 3    | 3    | 1    | 3    | 3    | 3    | 1    | 3    | 3    | 2    | 2    | 1    | 3        |
| Wimbledon       | —    | 1    | 2    | 1    | AF   | 3    | 2    | 3    | 3    | 3    | AF   | 1    | 1    | 2    | 1    | AF       |
| US Open         | —    | 2    | 2    | AF   | 1    | 2    | 2    | 3    | 2    | 3    | AF   | 1    | 1    | 1    | —    | AF       |

Zeichenerklärung: S = Turniersieg; F, HF, VF, AF = Einzug ins Finale / Halbfinale / Viertelfinale / Achtelfinale; 1, 2, 3 = Ausscheiden in der 1. / 2. / 3. Hauptrunde; Q1, Q2, Q3 = Ausscheiden in der 1. / 2. / 3. Runde der Qualifikation; n. a. = nicht ausgetragen

### Doppel
| Turnier                   | 1995              | 1996              | 1997              | 1998              | 1999              | 2000              | 2001              | 2002              | 2003              | 2004             | 2005              | 2006              | 2007              | 2008             | 2009          | T / T     | S/N       | Sieg%     |
| ------------------------- | ----------------- | ----------------- | ----------------- | ----------------- | ----------------- | ----------------- | ----------------- | ----------------- | ----------------- | ---------------- | ----------------- | ----------------- | ----------------- | ---------------- | ------------- | --------- | --------- | --------- |
| Australian Open           | –                 | –                 | –                 | 1                 | –                 | 2                 | 1                 | 2                 | AF                | –                | 1                 | 2                 | AF                | 1                | HF            | 0 / 10    | 11:9      | 55 %      |
| French Open               | 1                 | 1                 | 1                 | 1                 | 1                 | VF                | 2                 | 2                 | VF                | –                | –                 | VF                | 1                 | 2                | 1             | 0 / 13    | 12:13     | 48 %      |
| Wimbledon                 | –                 | –                 | –                 | –                 | –                 | VF                | 2                 | 2                 | AF                | 2                | 1                 | 1                 | 1                 | HF               | 1             | 0 / 10    | 12:10     | 55 %      |
| US Open                   | –                 | –                 | Q2                | –                 | –                 | –                 | 2                 | 2                 | –                 | –                | –                 | S                 | S                 | 1                | –             | 2 / 5     | 14:3      | 82 %      |
| Doha                      | n. a. bzw. a. K.  | n. a. bzw. a. K.  | n. a. bzw. a. K.  | n. a. bzw. a. K.  | n. a. bzw. a. K.  | n. a. bzw. a. K.  | n. a. bzw. a. K.  | n. a. bzw. a. K.  | n. a. bzw. a. K.  | n. a. bzw. a. K. | n. a. bzw. a. K.  | n. a. bzw. a. K.  | n. a. bzw. a. K.  | AF               | n. a.         | 0 / 1     | 1:1       | 50 %      |
| Indian Wells              | a. K.             | a. K.             | –                 | –                 | –                 | 1                 | –                 | 1                 | 1                 | –                | 1                 | 1                 | HF                | 1                | 1             | 0 / 8     | 3:8       | 27 %      |
| Miami                     | –                 | –                 | –                 | –                 | –                 | Q1                | AF                | AF                | AF                | –                | –                 | 1                 | 1                 | 1                | 1             | 0 / 7     | 3:7       | 30 %      |
| Charleston                | nicht ausgetragen | nicht ausgetragen | nicht ausgetragen | nicht ausgetragen | nicht ausgetragen | nicht ausgetragen | AF                | AF                | –                 | –                | –                 | –                 | VF                | –                | a. K.         | 0 / 3     | 4:1       | 80 %      |
| Berlin                    | –                 | –                 | –                 | –                 | –                 | –                 | 1                 | 1                 | VF                | –                | AF                | AF                | –                 | –                | n. a.         | 0 / 5     | 4:5       | 44 %      |
| Madrid                    | n. a. bzw. a. K.  | n. a. bzw. a. K.  | n. a. bzw. a. K.  | n. a. bzw. a. K.  | n. a. bzw. a. K.  | n. a. bzw. a. K.  | n. a. bzw. a. K.  | n. a. bzw. a. K.  | n. a. bzw. a. K.  | n. a. bzw. a. K. | n. a. bzw. a. K.  | n. a. bzw. a. K.  | n. a. bzw. a. K.  | n. a. bzw. a. K. | 1             | 0 / 1     | 0:1       | 0 %       |
| Rom                       | –                 | –                 | –                 | –                 | Q2                | –                 | 1                 | AF                | –                 | VF               | VF                | AF                | S                 | –                | AF            | 1 / 7     | 12:6      | 67 %      |
| San Diego                 | andere Kategorie  | andere Kategorie  | andere Kategorie  | andere Kategorie  | andere Kategorie  | andere Kategorie  | andere Kategorie  | andere Kategorie  | andere Kategorie  | 1                | AF                | AF                | –                 | n. a.            | n. a.         | 0 / 3     | 2:2       | 50 %      |
| Kanada                    | –                 | –                 | Q2                | –                 | –                 | 1                 | –                 | AF                | –                 | –                | AF                | VF                | HF                | –                | –             | 0 / 5     | 5:5       | 50 %      |
| Tokio                     | –                 | –                 | –                 | –                 | –                 | –                 | –                 | –                 | –                 | –                | –                 | 1                 | –                 | –                | –             | 0 / 1     | 0:1       | 0 %       |
| Moskau                    | a. K.             | a. K.             | –                 | Q1                | –                 | –                 | –                 | HF                | –                 | –                | –                 | –                 | –                 | –                | a. K.         | 0 / 1     | 2:1       | 67 %      |
| Zürich                    | –                 | –                 | –                 | –                 | –                 | –                 | –                 | –                 | –                 | HF               | –                 | 1                 | 1                 | n. a. / a. K.    | n. a. / a. K. | 0 / 3     | 1:3       | 25 %      |
| Olympische Spiele         | n. a.             | –                 | nicht ausgetragen | nicht ausgetragen | nicht ausgetragen | –                 | nicht ausgetragen | nicht ausgetragen | nicht ausgetragen | VF               | nicht ausgetragen | nicht ausgetragen | nicht ausgetragen | –                | n. a.         | 0 / 1     | 2:1       | 67 %      |
| Fed Cup                   | –                 | –                 | –                 | –                 | –                 | –                 | RR                | VF                | S                 | F                | F                 | –                 | HF                | PO               | PO            | 1 / 8     | 4:8       | 33 %      |
| Statistik                 | Statistik         | Statistik         | Statistik         | Statistik         | Statistik         | Statistik         | Statistik         | Statistik         | Statistik         | Statistik        | Statistik         | Statistik         | Statistik         | Statistik        | Statistik     | S/N       | S/N       | Sieg%     |
| Gewonnene Titel           | 0                 | 0                 | 0                 | 0                 | 0                 | 0                 | 0                 | 1                 | 0                 | 0                | 0                 | 1                 | 2                 | 0                | 3             | Gesamt: 7 | Gesamt: 7 | Gesamt: 7 |
| Gesamt-Siege/-Niederlagen | 2:3               | 6:11              | 11:14             | 7:13              | 5:6               | 19:15             | 17:20             | 24:23             | 18:13             | 12:8             | 9:12              | 18:14             | 26:16             | 11:16            | 23:10         | 208:194   | 208:194   | 52 %      |
| Jahresendposition         | 619               | 223               | 156               | 233               | 157               | 61                | 70                | 36                | 35                | 78               | 103               | 20                | 13                | 44               | –             | N/A       | N/A       | N/A       |

Zeichenerklärung: S = Turniersieg; F, HF, VF, AF = Einzug ins Finale / Halbfinale / Viertelfinale / Achtelfinale; 1, 2, 3 = Ausscheiden in der 1. / 2. / 3. Hauptrunde; KF (kleines Finale) = unterlegen im Spiel um Platz drei; RR = Round Robin (Gruppenphase); n. a. = nicht ausgetragen; a. K. = andere Kategorie; PO (Playoff) = Auf- und Abstiegsrunde im Billie Jean King Cup; K1, K2, K3 = Teilnahme in der Kontinentalgruppe I, II, III im Billie Jean King Cup.
Anmerkung: Diese Statistik berücksichtigt alle Ergebnisse im Einzel bei ITF- und WTA-Turnieren. Als Quelle dient die ITF-Seite der Spielerin. Dargestellt sind nur WTA-Turniere der Kategorie Tier I (bis 2008), die WTA-Turniere der Kategorien Premier Mandatory und Premier 5 (2009–2020).

### Mixed
| Turnier         | 2000 | 2001 | 2002 | 2003 | 2004 | 2005 | 2006 | 2007 | 2008 | 2009 | Karriere |
| --------------- | ---- | ---- | ---- | ---- | ---- | ---- | ---- | ---- | ---- | ---- | -------- |
| Australian Open | —    | —    | —    | —    | —    | —    | HF   | —    | HF   | F    | F        |
| French Open     | 1    | —    | AF   | —    | —    | —    | —    | S    | 1    | VF   | S        |
| Wimbledon       | —    | 2    | —    | —    | —    | —    | —    | AF   | VF   | —    | VF       |
| US Open         | —    | —    | —    | —    | —    | —    | VF   | VF   | 1    | —    | VF       |